# Marcel Felder
Marcel Felder (Montevideo, 9 juli 1984) is een Uruguayaans tennisser. Hij heeft nog geen ATP-toernooi gewonnen, maar deed al mee aan Grand Slams. Hij heeft negen challengers in het dubbelspel op zijn naam staan.

## Palmares dubbelspel
| Nr.                  | Datum             | Toernooi         | Ondergrond | Partner          | Tegenstanders in finale            | Score             |
| -------------------- | ----------------- | ---------------- | ---------- | ---------------- | ---------------------------------- | ----------------- |
| Gewonnen challengers |                   |                  |            |                  |                                    |                   |
| 1.                   | 21 augustus 2005  | Manta            | Hardcourt  | Brian Dabul      | Franco Ferreiro Marcelo Melo       | 6-3, 4-6, 6-4     |
| 2.                   | 9 augustus 2008   | Campos do Jordão | Hardcourt  | Brian Dabul      | Marcio Torres Izak van der Merwe   | 6-4, 7-69         |
| 3.                   | 10 april 2011     | Pereira          | Gravel     | Carlos Salamanca | Alejandro Falla Eduardo Struvay    | 7-65, 6-4         |
| 4.                   | 25 september 2011 | Campinas         | Gravel     | Caio Zampieri    | Fabricio Neis Joao-Pedro Sorgi     | 7-5, 6-4          |
| 5.                   | 2 oktober 2011    | Recife           | Hardcourt  | Guido Andreozzi  | Rodrigo-Antonio Grilli Andre Miele | 6-3, 6-3          |
| 6.                   | 11 maart 2012     | Santiago         | Gravel     | Paul Capdeville  | Jorge Aguilar Daniel Garza         | 63-7, 6-4, [10-7] |
| 7.                   | 29 april 2012     | São Paulo        | Gravel     | Paul Capdeville  | Andre Ghem Joao-Pedro Sorgi        | 7-5, 6-3          |
| 8.                   | 13 mei 2012       | Rio Quente       | Hardcourt  | Guido Andreozzi  | Thiago Alves Augusto Laranja       | 6-3, 6-3          |
| 9.                   | 10 juni 2012      | Caltanissetta    | Gravel     | Antonio Veić     | Daniel Gimeno Traver Iván Navarro  | 5-7, 7-65, [10-6] |

## Prestatietabel dubbelspel
| Legenda | Legenda                          |
| ------- | -------------------------------- |
| g.t.    | geen toernooi gehouden           |
| l.c.    | lagere categorie                 |
| –       | niet deelgenomen                 |
| G       | uitgeschakeld in de groepsfase   |
| 1R      | uitgeschakeld in de eerste ronde |
| 2R      | uitgeschakeld in de tweede ronde |
| 3R      | uitgeschakeld in de derde ronde  |
| 4R      | uitgeschakeld in de vierde ronde |
| KF      | uitgeschakeld in de kwartfinale  |
| HF      | uitgeschakeld in de halve finale |
| F       | de finale verloren               |
| W       | het toernooi gewonnen            |
| w-v     | winst/verlies-balans             |

| Grandslamtoernooien   |     |        |
| Australian Open       | –   | 0-0    |
| Roland Garros         | –   | 0-0    |
| Wimbledon             | 1R  | 0-1    |
| US Open               | –   | 0-0    |
| Winst-verlies         | 0–1 | 0-1    |
| ATP World Tour Finals |     |        |
| ATP World Tour Finals | –   | 0-0    |
| Olympische Spelen     |     |        |
| Olympische Spelen     | –   | 0-0    |
| Statistieken          |     |        |
| Totaal aantal titels  | 0   | 0      |
| Eindejaarsranking     | 100 | n.v.t. |